# Oratorio della Santissima Annunziata (Bardi)
L'oratorio della Santissima Annunziata, con annesso monastero, è un luogo di culto cattolico dalle forme tardo-romaniche situato accanto alla chiesa di San Bartolomeo Apostolo in località Caberra di Costageminiana, frazione del comune di Bardi, in provincia di Parma e diocesi di Piacenza-Bobbio; è sussidiario della parrocchiale di San Bartolomeo Apostolo e fa parte del vicariato della Val Taro e Val Ceno.

## Storia
Il piccolo tempio fu edificato a partire dal 1525 per volere della mistica Margherita Antoniazzi, sul luogo indicatole dalla Madonna durante una visione; alla sua costruzione si oppose il parroco della chiesa di San Bartolomeo Apostolo per l'estrema vicinanza delle due strutture, ma il conte di Bardi Agostino Landi, dopo l'incontro con la devota, acconsentì ai lavori, offrendo anche i materiali da costruzione, recuperati dal distrutto castello di Pietracervara.
In contemporanea fu edificato anche l'adiacente monastero femminile, completato nel 1531. La chiesa, intitolata alla Santissima Annunziata, fu solennemente consacrata il 21 maggio 1533, in concomitanza con l'ingresso in monastero di Margherita Antoniazzi e della consorella margheritina Catella Copiani.
Negli anni seguenti il complesso fu meta di un sempre crescente numero di pellegrinaggi, ma nel 1599 il vescovo di Piacenza Claudio Rangoni e il principe Federico Landi trasferirono le monache in un nuovo convento a Compiano.
Nel 2000 l'oratorio fu restaurato con la ricostruzione del tetto e la stuccatura delle pareti esterne, su sostegno del "Comitato della Devota Margherita", nato nel 1996.

## Descrizione
L'oratorio si sviluppa su un impianto a navata unica, con ingresso a est e presbiterio a ovest; sul retro è collocato un pozzo, mentre a sud si allungano parallelamente al tempio la canonica e, sul retro, l'antico monastero; sul lato settentrionale del sagrato sorge infine la chiesa di San Bartolomeo Apostolo, con accesso sul piazzale a nord dell'oratorio.

### Oratorio

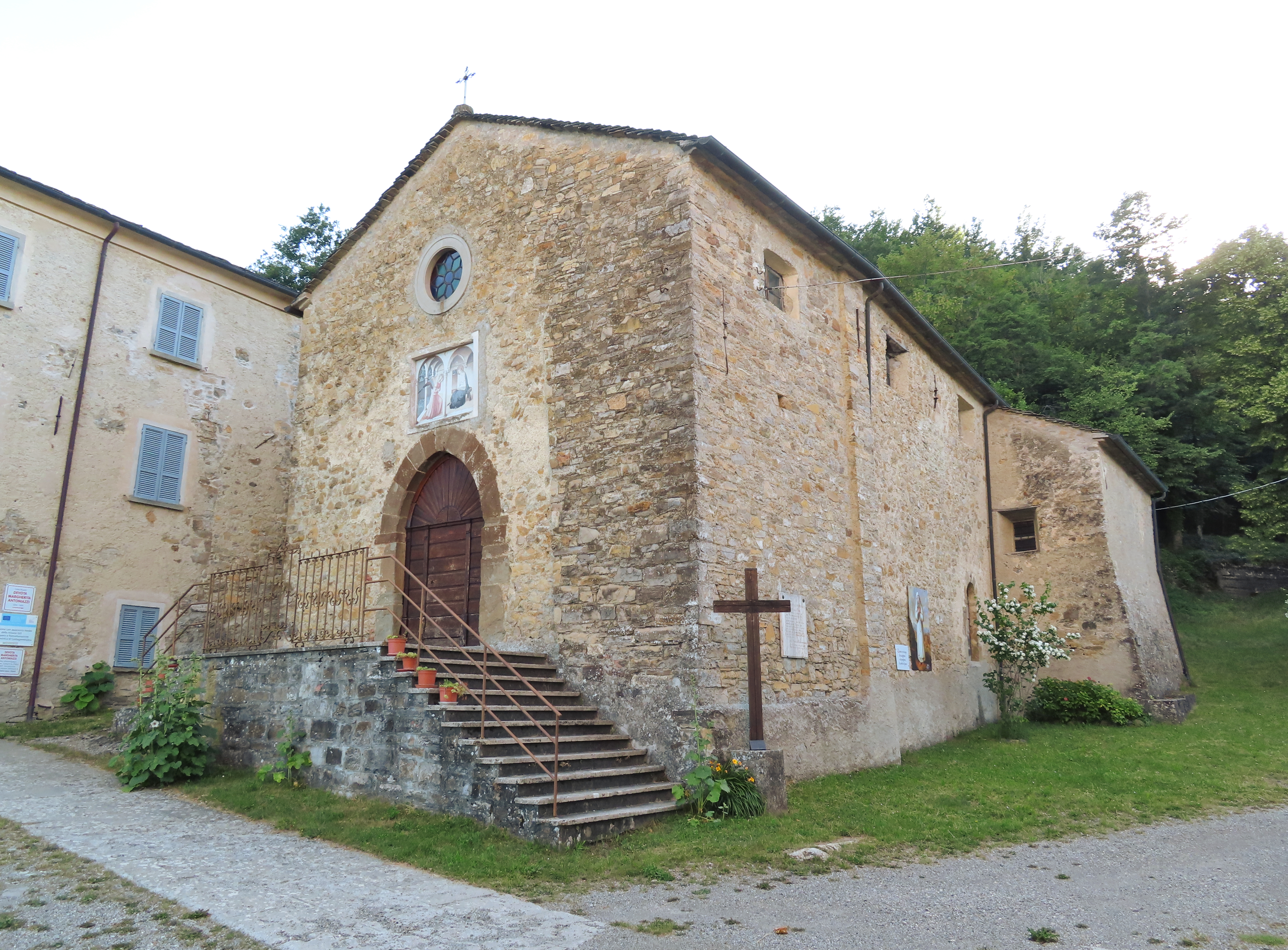
Facciata e lato nord

La rustica e asimmetrica facciata a capanna, rivestita in pietra come il resto dell'edificio, è preceduta da una scala a rampe contrapposte, che conduce all'ingresso; il portale ad arco ogivale, leggermente decentrato, è delimitato da cornice in conci di pietra; più in alto una nicchia rettangolare racchiude un affresco raffigurante l'Annunciazione, sovrastata da un piccolo rosone incorniciato.
All'interno la navata, coperta dalle falde a capanna del tetto a vista, è scandita in tre campate da due ampie arcate a tutto sesto intonacate, rette da massicci pilastri; alle pareti sono ancora visibili alcune tracce di antichi affreschi.
Il piccolo presbiterio a pianta rettangolare, leggermente rialzato e coperto da volta a botte, ospita una statua lignea raffigurante San Rocco, scolpita intorno al 1524 su incarico di Margherita Antoniazzi, della quale la chiesa conserva come reliquia il teschio.

### Canonica

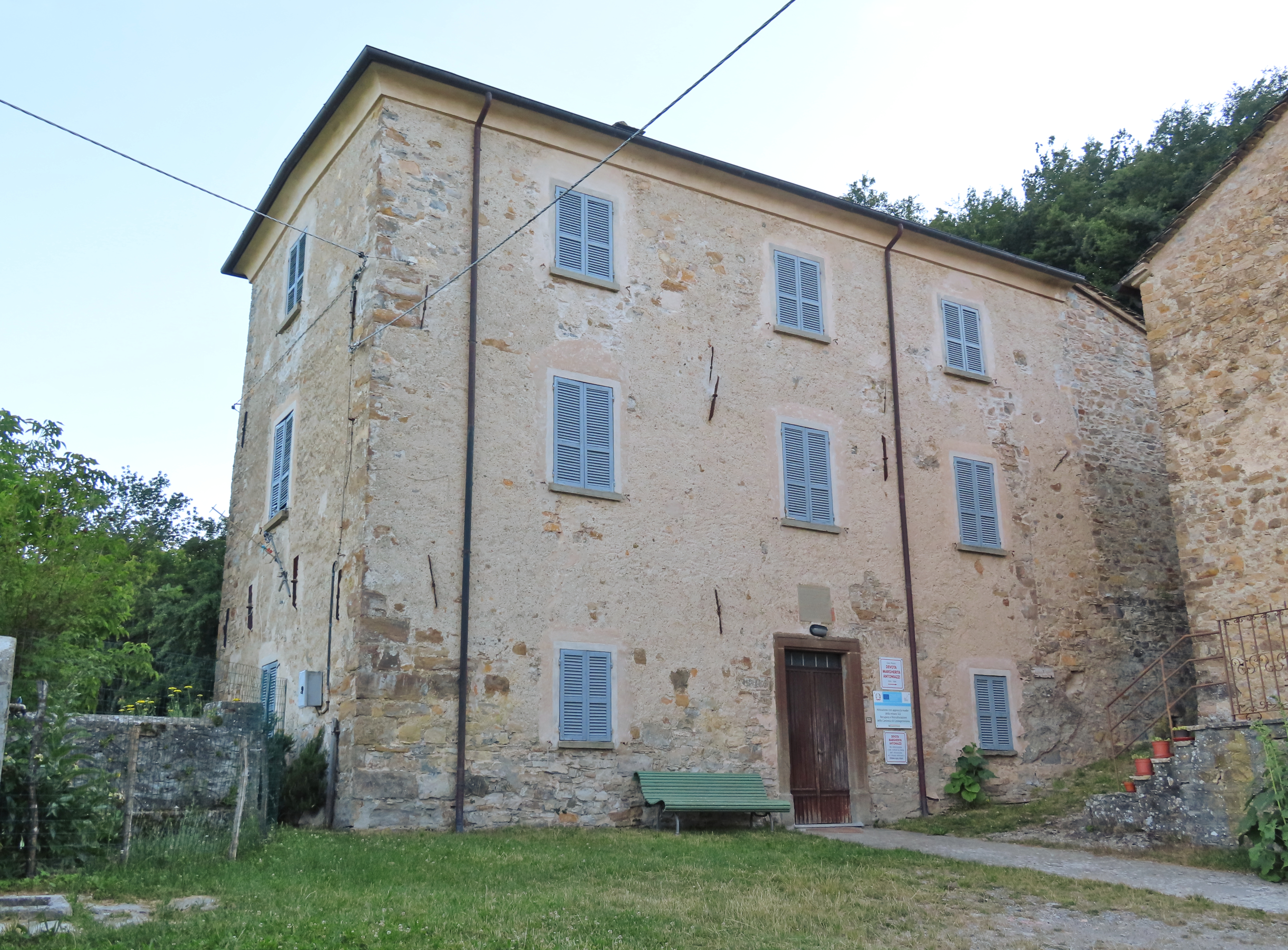
Canonica

L'edificio si eleva su tre livelli fuori terra, con facciata in pietra parzialmente intonacata; al centro si apre il portale d'ingresso, delimitato da semplice cornice e affiancato da due finestre rettangolari; a coronamento si sviluppa il cornicione modanato del tetto.

### Monastero

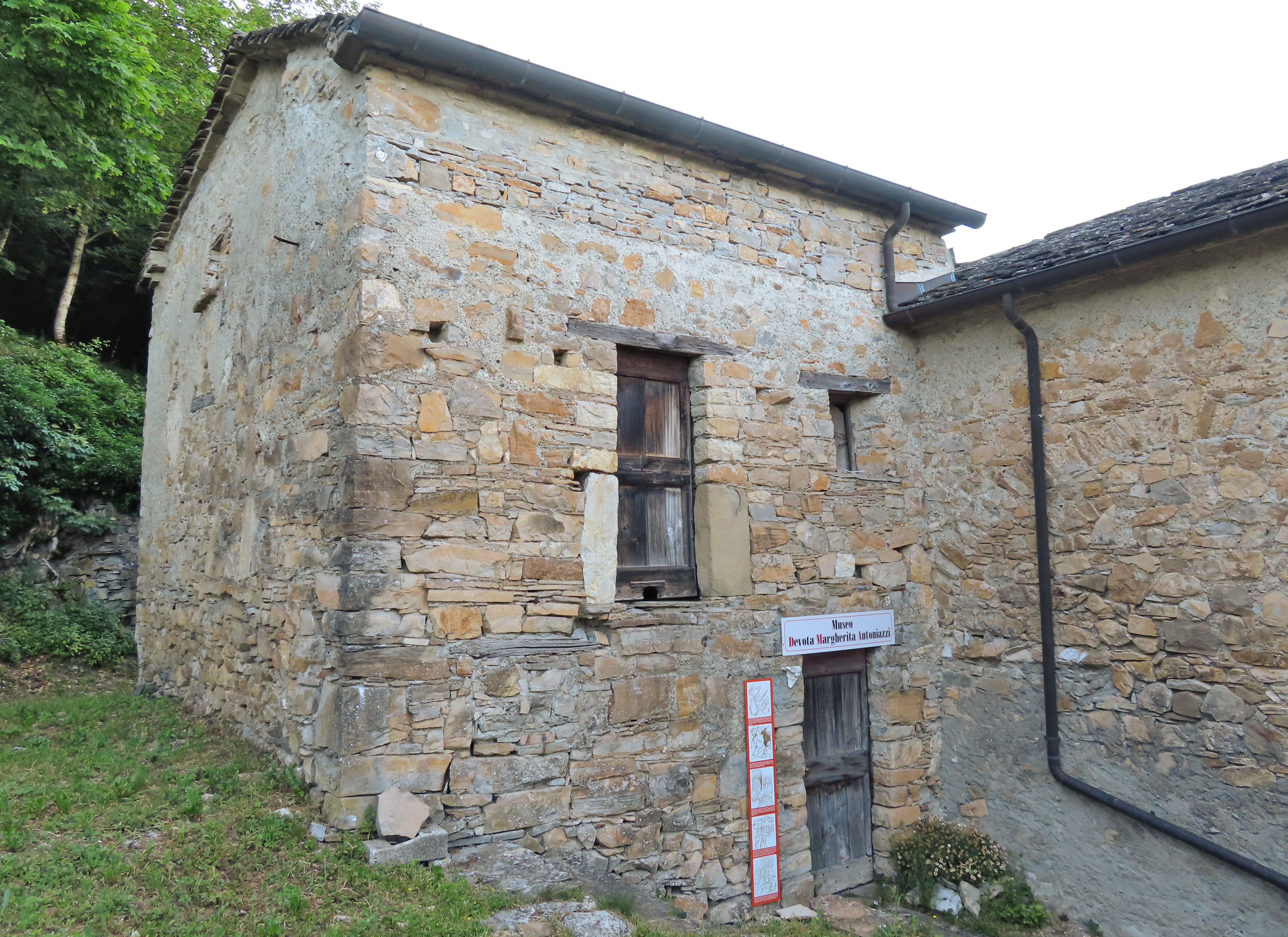
Monastero

Il piccolo complesso è oggi costituito da due edifici in pietra, un tempo destinati a monastero e granaio, posti accanto alla cisterna d'acqua.
In origine dal cortiletto si accedeva a una piccola cella utilizzata da Margherita Antoniazzi per pregare; sopra a essa si trovava la modesta abitazione della devota. Nei pressi sorgeva una seconda struttura, contenente la cantina, il dormitorio delle monache e il solaio. Un altro edificio era adibito a refettorio, cucina e legnaia. Non lontano era collocata la stalla con la cascina e l'annessa abitazione del fattore.
Semi-abbandonato da lungo tempo, il complesso versa oggi in profondo stato di degrado.